# André Dung-Lac
André Dũng-Lạc (em vietnamita:  Anrê Trần An Dũng Lạc; Vietnã, 1795 — Vietnã, 21 de dezembro de 1839) foi um sacerdote vietnamita. Foi ordenado sacerdote no dia 15 de março de 1823. Foi preso durante as perseguições do imperador vietnamita Minh Mang. Foi morto por decapitação no ano de 1839, é um dos chamados "Mártires do Vietnã".

## Biografia

### Nascimento e Batismo
Tran An Dung nasceu em Bac Ninh, em 1795, no seio de uma família tão pobre que, para garantir a sobrevivência do filho, foi obrigada a confiá-lo aos cuidados de um catequista católico. Por isso, foi educado na fé e batizado com o nome de André. 

### Vida eclesiástica
Este futuro mártir foi ordenado sacerdote. Em 1823, tornou-se vice-pároco, em Dongchuan, onde ficou conhecido por seu estilo de vida simples, assistência assídua aos pobres e sobriedade em tudo. 

### Perseguição e prisão
Em 1833, após a celebração da Missa, foi preso pela primeira vez pelos guardas imperiais. Ao ser resgatado, mediante o pagamento de uma alta soma de dinheiro, arrecadado pelos fiéis, decidiu mudar seu nome de Dung para Lac, para chamar menos atenção. Assim, arriscou evangelizar as populações das províncias mais perigosas de Hanói e Nam-Dihn.
No final de 1839, André foi preso, pela terceira vez, junto com seu irmão Pedro. Assim, começou a entender que era chamado para o martírio: o Senhor queria que ele banhasse, com seu próprio sangue, aquela terra atormentada. Por isso, pediu ao Bispo para não pagar por sua libertação. Durante a sua transferência para a prisão de Hanói, muitos fiéis se reuniram e choravam; mas ele encorajava a todos, recomendando que continuassem a viver segundo os ensinamentos da Igreja. Na nova prisão, os dois irmãos sacerdotes foram obrigados a retratar-se e pisar na cruz. Como resposta, ajoelharam-se e a beijaram. Logo, para eles, a sentença não podia ser outra que a pena de morte: ambos foram justiçados com a decapitação, em dia 21 de dezembro, na periferia da cidade, no portão de Cau-Giay.

### Martirio
De 1645 a 1886, os editais contra os cristãos, no Vietnã, foram 53, causando a morte de 113 mil fiéis. Diante da firmeza da sua fé, a monarquia vietnamita determinou a sua dispersão e confisco dos bens. O primeiro grupo de 64 mártires foi beatificado por Leão XIII, em 1900; depois, Pio X beatificou outros três grupos, entre os quais alguns Dominicanos: dois em 1906 e o outro em 1909. Por fim, Pio XII beatificou o quinto grupo em 1951. Com um Decreto, datado de 1986, a Igreja reuniu todos estes grupos distintos em um único, composto de 117 mártires – entre sacerdotes, religiosos e leigos –que foram canonizados por São João Paulo II, em 19 de junho de 1988. 

### Discrição do Cárcere
Das Cartas de São Paulo Le-Bao-Tinh aos alunos do Seminário de Ke Vinh, escritas no ano 1843
Eu, Paulo, prisioneiro pelo nome de Cristo, quero falar vos das tribulações que suporto cada dia, para que, inflamados no amor de Deus, comigo louveis o Senhor, porque é eterna a sua misericórdia. Este cárcere é realmente a imagem do inferno eterno: além de suplícios de todo o género, tais como algemas, grilhões, cadeias de ferro, tenho de suportar o ódio, as agressões, calúnias, palavras indecorosas, repreensões, maldades, juramentos falsos e, além disso, as angústias e a tristeza. Mas Deus, que outrora libertou os três jovens da fornalha ardente, está sempre comigo e libertou me destas tribulações, convertendo as em suave doçura, porque é eterna a sua misericórdia. Imerso nestes tormentos, que costumam aterrorizar os outros, pela graça de Deus sinto me alegre e contente, porque não estou só, mas estou com Cristo.
O nosso divino Mestre é quem leva todo o peso da cruz, impondo me apenas uma pequena parcela. Ele não é apenas espectador do meu combate, mas também combatente e vencedor em toda esta luta. Por isso é sobre a sua cabeça que se impõe a coroa da vitória, e nela participam todos os seus membros. Como posso eu suportar este espetáculo, ao ver todos os dias os imperadores, mandarins e seus guardas blasfemar o vosso santo nome, Senhor, que estais sentado sobre os Querubins e os Serafins? Vede como a vossa cruz é calcada aos pés dos pagãos! Onde está a vossa glória? Ao ver tudo isto, sinto inflamar se o meu coração no vosso amor e prefiro ser dilacerado e morrer em testemunho da vossa infinita bondade.
Mostrai, Senhor, o vosso poder, salvai me e amparai me, para que na minha fraqueza se manifeste a vossa força e seja glorificada diante dos gentios, não aconteça que eu vacile pelo caminho e os inimigos se orgulhem na sua soberba. Ouvindo tudo isto, caríssimos irmãos, tende coragem e alegrai vos, dai graças eternamente a Deus, de quem procedem todos os bens, bendizei comigo ao Senhor, porque é eterna a sua misericórdia. Louvai o Senhor, todas as nações, aclamai O, todos os povos, porque Deus escolheu o que é fraco para confundir o forte, escolheu o que é insignificante e desprezível para confundir o que se julga nobre. Pela minha boca e inteligência confundiu os mestres deste mundo, porque é eterna a sua misericórdia. 
Escrevo todas estas coisas, para que estejam unidas a vossa e a minha fé. No meio desta tempestade, lanço a âncora que me permitirá subir até ao trono de Deus: a esperança viva que está no meu coração. Caríssimos irmãos, correi de modo que alcanceis a coroa da vitória, revesti vos com a couraça da fé, tomai as armas de Cristo e combatei à direita e à esquerda, como ensina São Paulo, meu patrono. É melhor para vós entrar na vida sem os olhos ou debilitados, do que, com todos os membros, serdes lançados fora. Ajudai me com as vossas orações, a fim de que possa combater segundo as regras, combater o bom combate, combater até ao fim, de modo que termine felizmente a minha carreira. Se já não nos virmos nesta vida, encontrar nos emos na felicidade da vida futura, quando, na presença do Cordeiro imaculado, num só coração e numa só alma, cantarmos eternamente a alegria da vitória. Amen.

## Santos Mártires do Vietname
O líder deste grande grupo foi Santo André Dung-Lac, que, provavelmente, era o mais conhecido. Entre os 117 mártires, 96 eram de nacionalidade vietnamita, 11 espanhóis da Ordem dos Pregadores e 10 franceses da Sociedade de Missões Estrangeiras de Paris.
O grupo de mártires era constituído por membros religiosos da Ordem dos Pregadores, jesuítas, membros da Sociedade para as Missões Estrangeiras de Paris e pelos civis vietnamitas que foram perseguidos por serem católicos, durante os séculos XVIII e XIX no Vietname.
Essa data demonstra a grande força da união comunitária em favor da fé. O exemplo dos primeiros mártires estimulou os conseguintes a fazerem o mesmo entregando suas vidas em oferta de oblação, em testemunho de fidelidade a Jesus até a morte. Isso marca o trabalho catequético e a experiência religiosa desse grupo que não se preocupou com aquilo que passa, mas preferiu abraçar as coisas que não passam. Nota-se, então, até que ponto pode chegar uma comunidade de fé reunida em torno amor a Jesus, ela é capaz do martírio. 
Santo André Dung-Lac e companheiros mártires, anunciaram a paz com a própria vida.

## Oração
Deus, fonte e origem de toda a paternidade, que fortalecestes os mártires Santo André e seus Companheiros na fidelidade à cruz do vosso Filho até ao derramamento de sangue, concedei-nos, por sua intercessão, que, manifestando o vosso amor aos homens nossos irmãos, possamos chamar-nos e ser realmente vossos filhos. Por Nosso Senhor Jesus Cristo, vosso Filho, que é Deus convosco na unidade do Espírito Santo.